# メシウマ
メシウマは「2ちゃんねる」などで使われる、他人の不幸に関するニュースに対し用いられるインターネットスラングである。「他人の不幸で今日も飯がうまい」の略。
2ちゃんねるの掲示板のひとつ「野球ch板」のアンチ巨人に関するスレッドにて、「巨人が負けて今日も飯がうまい」という趣旨の発言があり、2003年にアンチ球団板でこの発言を基にした「巨人が負けるとメシが美味い」と題するスレッドが立てられたことを機に「メシウマ」という言葉が使用され始めた。
アスキーアートとして書かれることもある。